# The Muppets Mayhem
The Muppets Mayhem (Muppets e o Caos Elétrico no Brasil) é uma série de televisão via streaming americana baseado na franquia The Muppets criados por Jim Henson. A série foi desenvolvida por Adam F. Goldberg, Bill Barretta e Jeff Yorkes, para a ABC Signature e The Muppets Studio e estreou no Disney+ em 10 de maio de 2023.
A série é estrelada por Lilly Singh, Tahj Mowry, Saara Chaudry, Anders Holm e os artistas dos Muppets Barretta, Dave Goelz, Eric Jacobson, Peter Linz, David Rudman e Matt Vogel.
Em novembro de 2023, foi anunciado que a série foi cancelada após uma temporada.

## Premissa
A executiva júnior de A&R, Nora, deve lidar com a loucura causada por Dr. Dentuço e a Desordem Elétrica, que ficam cara a cara com o mundo da música moderna enquanto tentam gravar seu primeiro álbum de platina.

## Elenco
- Lilly Singh como Nora Singh
- Tahj Mowry como Gary "Moog" Moogwski
- Saara Chaudry como Hannah Singh

### Elenco dos Muppets
- Bill Barretta como Dr. Dentuço, David Cactus, Gerald Teeth, Jr.
- Leslie Carrara-Rudolph como Penny Waxman, chefe de Nora e ex-namorada do Dr. Dentuço.
- Dave Goelz como Zoot, Jimmy Shoe, Waldorf
- Eric Jacobson como Animal, Bebê Animal
- Peter Linz como Lips, Statler
- David Rudman como Janice
- Matt Vogel como Floyd Pepper, Jovem Floyd
- Stephanie D'Abruzzo como Tina Teeth, mãe do Dr. Dentuço
- David Bizzaro como Gerald Teeth, Sr., pai do Dr. Dentuço

## Episódios
| N.º | Título                                                                          | Dirigido por   | Escrito por                                   | Exibição original  | Exibição no Brasil |
| --- | ------------------------------------------------------------------------------- | -------------- | --------------------------------------------- | ------------------ | ------------------ |
| 1 | "Faixa 1: Dá para Imaginar Isso? (BR)" "Track 1: Can You Picture That"          | Matt Sohn      | Bill Barretta, Adam F. Goldberg & Jeff Yorkes | 10 de maio de 2023 | 10 de maio de 2023 |
| Nora Singh é assistente da Wax Town Records e fica desanimada ao saber que seu chefe está fechando a empresa. Examinando os arquivos enquanto os destrói, ela descobre que Dr. Dentuço e a Desordem Eléctrica deve um álbum à gravadora. Ela convence a banda a vir para Los Angeles para gravar, mas acha difícil controlar seus impulsos e falta de direção. As coisas só ficam mais difíceis quando o Dr. Dentuço é revelado como um ex-amante da chefe de Nora, Penny. |                                                                                 |                |                                               |                    |                    |
| 2 | "Faixa 2: Cores Verdadeiras (BR)" "Track 2: True Colors"                        | Matt Sohn      | Bill Barretta & Jeff Yorkes                   | 10 de maio de 2023 | 10 de maio de 2023 |
| Nora tenta fazer a banda trabalhar no álbum e o superfã Moog concorda em ajudar. A banda começa a trabalhar em ideias de músicas dando uma festa enquanto Nora tenta convencer Penny a não vender o catálogo de músicas de Wax Town para seu ex-assistente, JJ, agora um rico desenvolvedor de aplicativos. A alergia de Janice a mentiras complica as coisas, então Nora tenta convencer Zedd a produzir o álbum do Desordem.                                             |                                                                                 |                |                                               |                    |                    |
| 3 | "Faixa 3: Exílio na Rua Principal (BR)" "Track 3: Exile on Main Street"         | Matt Sohn      | Donielle Muransky                             | 10 de maio de 2023 | 10 de maio de 2023 |
| Zedd se oferece para produzir o álbum do Desordem em seu estúdio, mas apenas usa samples deles para mixar uma música por meio de IA. Animal fica com raiva ao pensar que a banda não precisa mais dele, então ele procura um emprego regular. Enquanto a banda procura por seu baterista, Nora começa a discutir com sua irmã, Hannah, e se muda. |                                                                                 |                |                                               |                    |                    |
| 4 | "Faixa 4: Os Tempos Estão Mudando (BR)" "Track 4: The Times They Are A-Changin" | Matt Sohn      | Crystal Shaw                                  | 10 de maio de 2023 | 10 de maio de 2023 |
| Nora, Moog e o Mayhem descobrem um estúdio de gravação (e Cheech & Chong) no porão do Shack e decidem gravar seu álbum por conta própria. No entanto, Moog e Nora discordam sobre a direção a seguir com o álbum. Enquanto isso, Janice se encarrega de fazer as pazes entre Nora e Hannah. |                                                                                 |                |                                               |                    |                    |
| 5 | "Faixa 5: Rompendo Barreiras (BR)" "Track 5: Break on Through"                  | Robert Cuhen   | Julie Bean                                    | 10 de maio de 2023 | 10 de maio de 2023 |
| Os Desordem Elétrica continua lutando para escrever um novo material para o álbum, então Nora os leva para um retiro no deserto. Os eventos mudam para o estranho quando Nora e a banda comem um saco de marshmallows que venceu há 30 anos e começam a ter alucinações enquanto Moog tenta manter todos sob controle. |                                                                                 |                |                                               |                    |                    |
| 6 | "Faixa 6: Filho Afortunado (BR)" "Track 6: Fortunate Son"                       | Kimmy Gatewood | Hannah Friedman                               | 10 de maio de 2023 | 10 de maio de 2023 |
| Nora, Moog e os Desordem Elétrica ficam desagradavelmente surpresos com a visita dos pais distantes do Dr. Dentuço, que querem que ele volte para casa e assuma o consultório odontológico da família, e Nora tenta ajudá-lo a voltar aos trilhos. Enquanto isso, Animal tenta dar a Moog uma mensagem importante sobre Nora. |                                                                                 |                |                                               |                    |                    |
| 7 | "Faixa 7: Oito Dias por Semana (BR)" "Track 7: Eight Days a Week"               | Matt Sohn      | Jeff Yorkes                                   | 10 de maio de 2023 | 10 de maio de 2023 |
| Nora tenta ajudar a aumentar o hype para o álbum fazendo com que Kevin Smith filme um documentário sobre suas sessões de gravação em oito dias. Vários problemas, principalmente o crescente triângulo amoroso entre Moog, Nora e JJ, aumentam as tensões entre os membros da banda e fazem com que as filmagens caiam no caos. |                                                                                 |                |                                               |                    |                    |
| 8 | "Faixa 8: Insanidade Virtual (BR)" "Track 8: Virtual Insanity"                  | Kimmy Gatewood | Hans Rodionoff & Gabriela Rodriguez           | 10 de maio de 2023 | 10 de maio de 2023 |
| Nora e JJ tentam divulgar o álbum apresentando o Desordem Elétrica à internet e a correção automática transforma o tweet do Mayhem em um pesadelo de relações públicas. JJ usa o frenesi da mídia para agendar um show virtual dentro do Minecraft, para desgosto de Moog. Enquanto isso, JJ tenta convencer Nora a morar com ele e reatar seu relacionamento romântico.                                                                                                   |                                                                                 |                |                                               |                    |                    |
| 9 | "Faixa 9: Dá um Tempo (BR)" "Track 9: Drift Away"                               | Kimmy Gatewood | Donielle Muransky & Crystal Shaw              | 10 de maio de 2023 | 10 de maio de 2023 |
| O álbum está completo e o Desordem Elétrica foi convidado para tocar no Hollywood Bowl. Infelizmente, a banda se envolveu em suas novas atividades solo online. Isso leva o Desordem a anunciar sua separação ao vivo durante um podcast com Charlamagne tha God. Enquanto isso, Moog está chateado com Nora por causa das distrações da banda e seu relacionamento com JJ.                                                                                                |                                                                                 |                |                                               |                    |                    |
| 10 | "Faixa 10: Vamos Sacudir Vocês (BR)" "Track 10: We Will Rock You"               | Robert Cohen   | Bill Barretta, Adam F. Goldberg & Jeff Yorkes | 10 de maio de 2023 | 10 de maio de 2023 |
| Nora e Moog embarcam em uma missão para reunir o Mayhem a tempo do show no Hollywood Bowl. Depois que eles a recusam, no entanto, Nora fica desanimada e vai embora, levando Animal a agir para salvar sua família. |                                                                                 |                |                                               |                    |                    |

## Produção

### Desenvolvimento
Após uma apresentação no Outside Lands Music and Arts Festival de 2016, o artista e escritor Muppet, Bill Barretta desenvolveu um argumento de venda para uma série baseada em Dr. Dentuço e a Desordem Elétrica. Ao mesmo tempo, o fã dos Muppets, Adam F. Goldberg e o parceiro Jeff Yorkes começaram a desenvolver seu próprio projeto baseado nos personagens; eles estavam interessados em um projeto sobre a banda porque ele sentiu que sua falta de popularidade em comparação com outros personagens os permitia "fazer qualquer coisa com esses caras, porque as pessoas os conhecem o suficiente". Embora Yorkes originalmente tenha apresentado a ideia a Goldberg como um longa-metragem, ele sugeriu desenvolvê-lo como uma série. Os três finalmente começaram a trabalhar juntos para combinar suas ideias em uma única série.
Em 7 de fevereiro de 2022, foi relatado que a ABC Signature e o The Muppets Studio estavam desenvolvendo uma série de 10 episódios baseada em Os Muppets para Disney+. Intitulada The Muppets Mayhem, a série será escrita por Goldberg ao lado de Barretta e Jeff Yorkes; a série é a primeira a ser desenvolvida por Goldberg para a ABC após seu contrato com o estúdio em 2019. A decisão de desenvolver uma série baseada em Dr. Teeth and the Electric Mayhem veio do sucesso de uma série de videoclipes no canal dos Muppets no YouTube. A série recebeu luz verde pouco antes de seu anúncio, após fechar acordos com os artistas dos Muppets. Goldberg e Barretta também são produtores executivos ao lado de Michael Bostick, Kris Eber e os executivos do The Muppets Studio, David Lightbody e Leigh Slaughter, enquanto Yorkes é coprodutor executivo.
Em 21 de novembro de 2023, foi anunciado que a série não seria retomada em mais uma temporada.

### Escrita
Os escritores da série incluem Julie Bean, Hannah Friedman, Crystal Shaw, Hans Rodionoff, Gabrielle Rodriguez e Danielle Maransky. De acordo com o produtor executivo Kris Eber, os cineastas abordaram a série como se fosse um longa-metragem de 5 horas. A série explora a história de fundo da Desordem Elétrica, que não foi retratada em projetos anteriores; os escritores trabalharam em estreita colaboração com os artistas dos Muppets para garantir que suas ideias permanecessem fiéis aos personagens.
A série terá um cenário mais fundamentado do que a maioria das produções dos Muppets, faltando elementos como "fruta falante", com Goldberg dizendo que o show iria "[contar] uma história normal no mundo real com os Muppets".  Goldberg disse que isso era porque queria retratar a banda como sendo "como pessoas reais, entidades reais que respiram e que podem existir no mundo real". O número de elementos e personagens Muppet presentes na série foi determinado de acordo com a naturalidade com que foram integrados na história, como o aparecimento dos coelhos Muppet, que Barretta descreveu como "algo que o Animal sempre teve". Embora as aparições de personagens como Kermit the Frog e Miss Piggy tenham sido consideradas, elas foram descartadas no início do desenvolvimento para manter a série focada em Desordem Elétrica. Yorkes disse que a comédia da série derivaria de como a banda só faz o que quer enquanto Nora tenta liderá-los na produção de seu álbum.

### Fundição
Junto com o anúncio da série, foi relatado que Lilly Singh interpretaria Nora, uma executiva júnior lutando com o caos causado por Desordem Elétrica. Os artistas dos Muppets, Bill Barretta, Peter Linz, Eric Jacobson, Matt Vogel, David Rudman e Dave Goelz reprisaram seus papéis como membros do Electric Mayhem, Dr. Teeth, Lips, Animal, Floyd Pepper, Janice e Zoot, respectivamente. Em 5 de abril de 2022, foi confirmado que Tahj Mowry se juntou ao elenco. Em 9 de junho de 2022, Saara Chaudry e Anders Holm se juntaram ao elenco.

### Filmagem
A produção de The Muppets Mayhem começou em 25 de abril de 2022 e terminou em 5 de agosto de 2022. Craig Kief atua como diretor de fotografia. Sohn e Kimmy Gatewood irão dirigir os episódios. Em 2 de julho de 2022, foi relatado que ocorreu um acidente no qual um caminhão da tripulação bateu em uma árvore na beira de um penhasco perto do Observatório Griffith.

## Música
The Muppets Mayhem (Music from the Disney+ Original Series) é a trilha sonora da série de televisão de comédia musical The Muppets Mayhem, baseada no grupo musical dos Muppets, Dr. Teeth and the Electric Mayhem. A trilha sonora apresentou canções originais escritas pela compositora indicada ao Grammy, Linda Perry, que também atuou como produtora musical executiva, bem como covers de sucessos populares apresentados na série.  A série apresenta trilha sonora original composta por Mick Giacchino e produzida por Michael Giacchino.
O álbum foi precedido por dois singles principais: "Can You Picture That?" lançado na D23 Expo em 9 de setembro de 2022, e "Rock On" lançado em 21 de abril de 2023. A Walt Disney Records lançou um álbum da trilha sonora da série digitalmente e em streaming em 10 de maio de 2023. A trilha sonora alcançou o número 1 na parada Billboard Kid Albums - a primeira vez que os Muppets chegaram ao topo de uma parada da Billboard - e alcançou o número 10 na parada Soundtracks, ganhando 5.000 unidades equivalentes a álbuns em sua primeira semana.

### Lista de faixas
| N.º            | Título                                       | Intérprete(s)                     | Duração |  |
| 1.             | "Rock On"                                    | Dr. Teeth and the Electric Mayhem | 03:06   |  |
| 2.             | "Gotta Be"                                   | Dr. Teeth and the Electric Mayhem | 03:05   |  |
| 3.             | "True Colors"                                | Dr. Teeth and the Electric Mayhem | 03:05   |  |
| 4.             | "The Sound of Us"                            | Dr. Teeth and the Electric Mayhem | 02:44   |  |
| 5.             | "Have a Little Faith in Me"                  | Dr. Teeth and the Electric Mayhem | 03:00   |  |
| 6.             | "Join Together"                              | Dr. Teeth and the Electric Mayhem | 02:39   |  |
| 7.             | "We Are One"                                 | Dr. Teeth and the Electric Mayhem | 03:38   |  |
| 8.             | "Can You Picture That?"                      | Dr. Teeth and the Electric Mayhem | 02:46   |  |
| 9.             | "God Only Knows"                             | Dr. Teeth and the Electric Mayhem | 02:55   |  |
| 10.            | "On Our Way"                                 | Dr. Teeth and the Electric Mayhem | 02:26   |  |
| 11.            | "Bridge Over Troubled Water"                 | Dr. Teeth and the Electric Mayhem | 03:46   |  |
| 12.            | "Rock and Roll All Nite"                     | Dr. Teeth and the Electric Mayhem | 03:00   |  |
| 13.            | "Gonna Get There"                            | Dr. Teeth and the Electric Mayhem | 03:21   |  |
| 14.            | "Believe in Us" (Edição estendida)           | Dr. Teeth and the Electric Mayhem | 04:39   |  |
| 15.            | "Makin' Mayhem" (participação: Sofia Carson) | Dr. Teeth and the Electric Mayhem | 00:36   |  |
| 16.            | "All You Need Is Love"                       | Dr. Teeth and the Electric Mayhem | 03:30   |  |
| 17.            | "MAYHEM!"                                    | Dr. Teeth and the Electric Mayhem | 02:39   |  |
| 18.            | "The Muppets Mayhem Medley"                  | Mick Giacchino                    | 02:39   |  |
| 19.            | "Marshmallucinations"                        | Mick Giacchino                    | 04:50   |  |
| 20.            | "Nora's Medley"                              | Mick Giacchino                    | 01:55   |  |
| 21.            | "Zoot's Suits"                               | Mick Giacchino                    | 01:21   |  |
| 22.            | "The Muppets Mayhem End Credits"             | Mick Giacchino                    | 01:01   |  |
| Duração total: | Duração total:                               | Duração total:                    | 1:30:07 |  |

### Desempenho gráfico
| Gráfico (2023)                      | Posição |
| ----------------------------------- | ------- |
| Soundtrack Albums (OCC)             | 37      |
| Kid Albums (Billboard)              | 1       |
| Soundtrack Albums (Billboard)       | 10      |
| Top Album Sales (Billboard)         | 29      |
| Top Current Album Sales (Billboard) | 23      |

## Transmissão
Todos os 10 episódios de The Muppets Mayhem foram lançados em 10 de maio de 2023, no Disney+.